# Койшыбаева, Зейнеп Толембеккызы
Койшыбаева Зейнеп (Зекен) Толембеккызы (6 марта 1937, Алакольский район, Алматинская область — 20 марта 2002, Алматы) — певица, Народная артистка Казахской ССР (1989).

## Биография
Окончила вокально-хоровую студию при Казахском театре оперы и балета в классе К.Байсеитовой и Н.Самашевой (1958), вокальный факультет в Алматинском институте искусств под руководством профессора Б.Жыльгсбаева (1972).
В театре оперы и балета Зейнеп исполняла партии Жибек, Кадиши, Акжунис в операх «Кыз Жибек», «Жалбыр», «Ер Таргын». В сопровождении камерных и эстрадных оркестров исполняла произведения казахстанских композиторов и народные казахские песни.